# Kimi Antonelli
Andrea Kimi Antonelli, mer känd som endast Kimi Antonelli, född 25 augusti 2006, är en italiensk racerförare som för närvarande tävlar för Mercedes i Formel 1. Han tävlade tidigare i Formel 2 och Formula Regional European Championship 2023 med Prema Racing. Antonelli har bland annat segrat i det italienska F4-mästerskapet samt ADAC Formel 4-mästerskapet tillsammans med Prema Racing, Formula Regional Middle East Championship 2023 med Mumbai Falcons och Formula Regional European Championship 2023 med Prema Racing. Han har varit en del av Mercedes Junior Team sedan 2019.
Antonelli började att köra för Mercedes i Formel 1-VM 2025, och blev då den tredje yngsta F1-föraren efter Max Verstappen och Lance Stroll.

## Karriär
Antonelli började med karting vid sju års ålder och har varit framgångsrik i en rad kategorier i grenen. Han har vunnit Easykart International Grand Final (Easy 60), South Garda Winter Cup, WSK Champions Cup, WSK Super Master Series, WSK Euro Series, och blev till europamästare i karting två gånger i rad, 2020 och 2021.

### Formel 4
År 2021, bara tre veckor efter att han fyllt 15 år, gjorde Antonelli debut i den femte omgången av det italienska F4-mästerskapet, då han körde för Prema på Red Bull Ring. Han fick en bra start på säsongen, då han slutade som den bästa rookien i sitt första lopp och fick fyra poäng under helgen. Totalt sett hamnade Antonelli på tionde plats trots att han missade större delen av säsongen, bara sex poäng bakom Prema-föraren Conrad Laursen på som kört hela säsongen. Han tog under debutsäsongen fyra segrar.
Antonelli körde även för Prema i det italienska F4-mästerskapet 2022. Genom att segra i Race 1 på Mugello säkrade han segern i förarmästerskapet. Han vann även de återstående två loppen av säsongen och tog hela tretton segrar under säsongen.
År 2022 tävlade Antonelli i ADAC Formula 4-mästerskapet parallellt med det italienska mästerkspaet. Han tog två segrar i omgång 1 på Spa-Francorchamps innan han helt dominerade omgång 2 på Hockenheim, där han tog två segrar, samt två pole position och snabbaste varv. Vid den tredje ronden i Zandvoort tog han båda pole positions och två snabbaste varv, samt tog två segrar i de två första loppen. Antonelli segrade i mästerskapet trots att han missade den näst sista tävlingen på Lausitzring.
Under 2023 segrade han i Formula Regional Middle East Championship med Mumbai Falcons och Formula Regional European Championship 2023 med Prema Racing.

### Formel 2

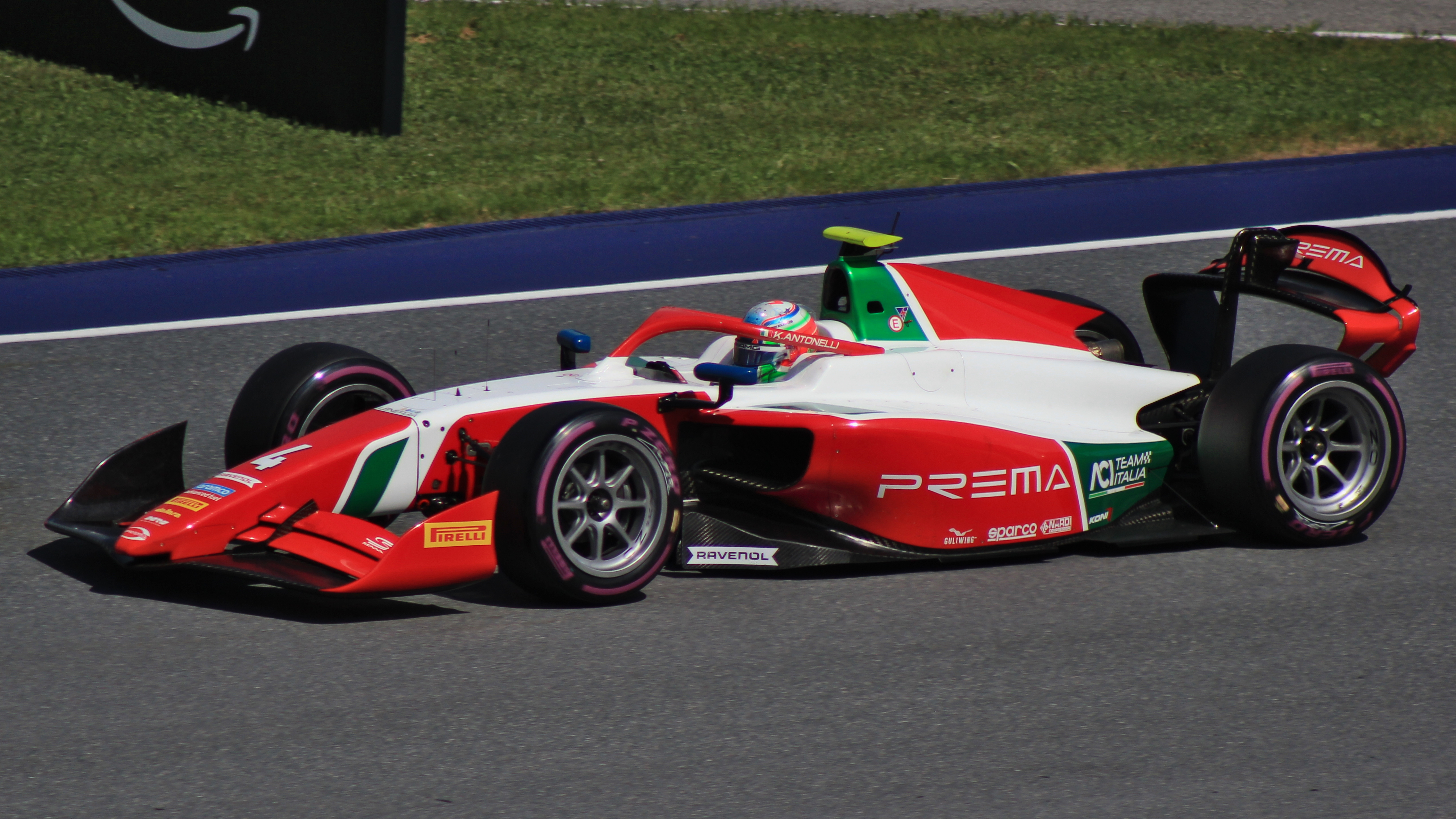
Antonelli i sin Dallara under 2024 års Formel 2-omgång på Spielberg.

Antonelli hoppade över Formel 3 för att direkt tävla i Formel 2 2024, med Prema Racing tillsammans med Ferrari Academy-föraren Oliver Bearman. Inför säsongen sa Antonelli att han "inte ville ha förväntningar" trots tidiga rykten om en Formel 1-plats för 2025. Efter en kämpig inledning på säsongen lyckades han kvala på tionde plats på Silverstone, vilket satte honom på pole inför sprintloppet. Trots tre säkerhetsbilar och en röd flagga, kom Antonelli att ta sin första pallplats och seger i Formel 2. I huvudloppet blev han dock tvungen att bryta på grund av en kollision med Kush Maini under det inledande varvet. Antonelli tog sin första seger i ett huvudlopp i Budapest, från plats sju.

### Formel 1
Antonelli gjorde sitt första framträdande i Formel 1 vid Italiens Grand Prix 2024, då han körde i första träningspasset för Mercedes istället för George Russell. Tio minuter in i träningen kraschade Antonelli i Parabolicakurvan, vilket orsakade rödflagg. Antonelli klarade sig oskadd.

#### Mercedes (2025)
Den 31 augusti 2024 offentliggjordes det att Antonelli kommer att ersätta Lewis Hamilton i Mercedes säsongen 2025. Han kommer bli teamkamrat med George Russell. I Japans Grand Prix 2025 kvalade han sexa, en position som han höll hela loppet. Han blev även den yngsta föraren i sportens historia att leda ett lopp, samt att få snabbaste varv i ett lopp.

## Körstil
Antonelli har beskrivits som en av de största talangerna inom formelracing. Mercedes teamchef Toto Wolff har stöttat Antonelli sedan hans kartingkarriär och har ofta hintat om att ha Antonelli som förare i Formel 1, antingen 2025 eller 2026, som ersättare för Lewis Hamilton, vilket Hamilton också uppmuntrat. Antonelli har också beskrivits vara snabb och konsekvent i rapporter från Mercedes och deras tekniska chef James Allison.
Han har även hyllats av Formel 1-förare, bland andra Max Verstappen och George Russell.

## Privatliv
Antonellis far Marco är före detta racerförare, som också äger AKM Motorsport som tävlar i det italienska F4-mästerskapet.  Antonelli delar sitt andra förnamn med förnamnet på 2007 års Formel 1-världsmästare Kimi Räikkönen, då hans far var en supporter av denne.

## F1-karriär
| Säsong            | Stall/Tillverkare | Placering         | Lopp | Poäng | Etta | Tvåa | Trea | Pole | Varv |
| ----------------- | ----------------- | ----------------- | ---- | ----- | ---- | ---- | ---- | ---- | ---- |
| 2025              | Mercedes          | 7                 | 13   | 63    | 0    | 0    | 1    | 0    | 1    |
| Sammanlagt (2025) | Sammanlagt (2025) | Sammanlagt (2025) | 13   | 63    | 0    | 0    | 1    | 0    | 1    |

|  |

|  |

| 1. Kanada 2025 |

|  |

| 1. Japan 2025 2. Belgien 2025 |

|  |